# L'Éphéméride anarchiste
 (novembre 2019).

Logo du site.

L'Éphéméride anarchiste, fondée en octobre 1997, est un site internet de recensement chronologique du mouvement libertaire et de biographies d'anarchistes, au sens large : militants, artistes, etc.

## Projet
Parmi les premiers sites anarchistes présents sur le Web, L'Éphéméride anarchiste, fondée par un collectif indépendant, rassemble plusieurs milliers d'entrées vers des dates, événements et biographies qui ont marqué l'histoire du mouvement libertaire. Les notices sont volontairement très synthétiques et pédagogiques : le plus souvent, elles ne dépassent pas la dizaine de lignes.
Selon les initiateurs : « Chaque jour, que ce soit il y a six mois ou 99 ans, il s'est passé quelque chose dans le monde qui concerne le mouvement libertaire : naissance d'un théoricien ou d'un artiste; souvenir d'une lutte sociale ; répression ou victoire. Pour ne pas oublier ceux et celles qui ont fait et qui font notre histoire, voici un petit éphéméride anarchiste. Pour chaque date, vous trouverez les événements marquants, de petites biographies, parfois une photo, et des liens renvoyant à d'autres sites. Un index des noms et une petite bibliographie complètent le tout. Bon voyage. ».
Selon le sociologue Éric Zolla, « le projet se situe essentiellement dans une volonté de transmettre de l'information » et « la "facture" esthétique de ce site est de bonne qualité (le fait que le site ait été créé par un
informaticien en est peut-être la raison) ».

### Prolongements hors de la francophonie
- Le site américain, Recollection used books a traduit de nombreuses notices dans une section dédiée : The Anarchist Encyclopedia - a Gallery of Anti-Authoritarians & Poets, Saints & Sinners, Movements & Events[5].
- En 2004, une version en catalan est créée par un collectif indépendant sous le titre Anarcoefemèrides[6]

### Sources
- Éric Zolla, Aspects socio-politiques de l'Internet - un cas particulier : l'observation de la présence du mouvement anarchiste francophone sur l'Internet, DEA de Sociologie, Université Évry Paris-Saclay, octobre 1998, texte intégral en pdf.
- Éric Zolla, L'anarchisme francophone sur internet, in L'anarchisme a-t-il un avenir ? Histoire de femmes, d'hommes et de leurs imaginaires, Colloque international, Toulouse, 27 au 29 octobre 1999, textes rassemblés par Renaud de Bellefon, David Michels, Mimmo Pucciarelli, Atelier de création libertaire, 2001, page 500.
- Jean-Guillaume Lanuque, Bulletin de liaison des études sur les mouvements révolutionnaires, numéros 1 à 5, 1998[7].
- Alexandre Najjar, Le mousquetaire : Zo d'Axa, 1864-1930, Balland, 2004[8].
- Magazine littéraire, Curiosités anartistes, in La Pensée libertaire, no 436, novembre 2004[9].
- André Salmon, La Terreur noire, L'Échappée, 2008[10].

### Citations en référence
- Louis Mercier Vega, La chevauchée anonyme, Éditions Agone, 2006.
- Libertad, Le Culte de la charogne. Anarchisme, un état de révolution permanente (1897-1908), Éditions Agone, 2006.
- Francisco J. Lauriño, El Estanque de Azufre, Éditions Erroteta, 2007[11].
- Alexandre Moatti, Einstein, un siècle contre lui, Éditions Odile Jacob, 2007[12].

### Reproductions de notices
- Collectif (préf. Martine-Lina Rieselfeld), La Résistance anarcho-syndicaliste allemande au nazisme, Éditions Alternative libertaire, Le Monde libertaire, 2001[13].
- Notice Erich Mühsam, Le Monde libertaire, no 1405, 30 juin 2005.
- Juanito Marcos, Violette Marcos, Annie Rieu, Francisco Ferrer i Guardia, 1859-1909, une pensée en action, Le Coquelicot, Toulouse, 2009,  (ISBN 2-9512715-7-3).